# Carl Gisbert Wilhelm von Bodelschwingh-Plettenberg
 Carl Gisbert Wilhelm Albrecht Ferdinand Freiherr von Bodelschwingh-Plettenberg, seit 1888 Graf von Bodelschwingh-Plettenberg (* 30. April 1821 auf Burg Geretzhoven, Rheidt-Hüchelhoven; † 29. Januar 1907) war ein westfälischer Gutsbesitzer (unter anderem der Güter Haus Bodelschwingh, Haus Rodenberg, Burg Schwarzenberg und Gut Drais) und Politiker.

## Familie
Carl von Bodelschwingh-Plettenberg war ältester Sohn von Gisbert von Bodelschwingh-Plettenberg (1790–1866) und seiner Frau Wilhelmine, geb. von Plettenberg-Stockum. Er entstammt der Linie Bodelschwingh-Plettenberg der westfälischen Uradelsfamilie von Plettenberg, die von seinem Großvater Karl Wilhelm Georg von Plettenberg (1765–1850) 1788 durch Heirat mit der Erbtochter Anna Luisa Freiin von Bodelschwingh begründet wurde. Er hatte drei Geschwister, die das Erwachsenenalter erreichten: Gisbert, Adolf Eugen Ludwig und Auguste.
1847 heiratete er Eugenie von Quadt-Wyckrath-Hüchtenbruck (* 1824 in Köln; † 1907 auf Haus Bodelschwingh), Tochter des Generalleutnants Ludwig von Quadt von Hüchtenbruck. Am 22. Mai 1849 wurde ihr einziges Kind Wilhelmine, genannt Minette, geboren, die später Dodo Alexander zu Innhausen und Knyphausen heiratete.

## Leben
Nach dem Besuch des Gymnasiums in Düsseldorf studierte Plettenberg ab 1840 Jura in Bonn und wurde dort 1841 Mitglied des Corps Borussia. 1845 legte er das Auskultatorexamen ab, 1846 das Assessorexamen und begann seine Verwaltungslaufbahn als Referent bei der Königlichen Regierung Düsseldorf. Von dieser Position ließ er sich 1848 freistellen, um sich fortan um die Verwaltung seiner ererbten Güter zu kümmern. 
Plettenberg war Kammerherr. Von 1877 bis 1886 war er Landtagsmarschall des Provinziallandtags der Provinz Westfalen, anschließend bis 1889 mit der neuen Bezeichnung „Vorsitzender“. Seit 1866 war er auf Präsentation des Alten und befestigten Grundbesitzes der Grafschaft Mark Mitglied des Preußischen Herrenhauses. Plettenberg gehörte dem Herrenhaus bis zu seinem Tod 1907 an.
1869 ließ er Haus Dorloh für seine einzige Tochter Wilhelmine und ihren Mann errichten. 1888 wurde er in den Grafenstand erhoben in Primogenitur und in Verbindung mit dem Besitz des Fideikommissgutes Bodelschwingh.